# Близнецы зла
«Близнецы зла» (англ. Twins of Evil, 1971) — фильм ужасов. По рассказу Джозефа Шеридана Ле Фаню «Кармилла».

## Сюжет
Густав Вайль (Питер Кашинг), руководитель братства ведьмоловов, живёт в замке Карнштайнов. К нему привозят двух красивых племянниц-близняшек. Одна из них бравая и благонравная (Мэдлин Коллинсон), другая же маленькая стерва (Мэри Коллинсон), которая сразу же бросается в объятия Карнштайна (Дэмиен Томас). Граф — вампир и выполняет свои обязанности. Уже скоро девушка превращается в вампира и начинает кусать членов братства своего дядюшки. Её хватают. Дело пахнет костром. Чтобы спасти своё тело и «душу», она просит свою сестру подменить себя. Но вскоре обман вскрывается, Марию спасают, Фриде дядя отрубает голову, а граф Карнштайн получает свой заслуженный осиновый кол в грудь.

## В ролях
- Питер Кашинг — Густав Вайл
- Дэннис Прайс — Дитрих
- Мэри Коллинсон — Мария Геллххорн
- Мадлен Коллинсон — Фрида Геллхорн
- Изобель Блэк — Ингриф Хоффер
- Кэтлин Байрон — Кати Вайл
- Дэмиен Томас — граф Карнштайн
- Дэвид Уорбек — Антон Хоффер
- Харви Холл — Франц
- Катя Уайет — графиня Миркалла